# Іст-Бриджвотер (Массачусетс)
Іст-Бриджвотер (англ. East Bridgewater) — місто (англ. town) в США, в окрузі Плімут штату Массачусетс. Населення — 14 440 осіб (2020).

## Демографія
Згідно з переписом 2010 року, у місті мешкали 13 794 особи в 4750 домогосподарствах у складі 3589 родин. Було 4906 помешкань
Расовий склад населення:
| - 95,3 % — білих - 1,6 % — чорних або афроамериканців - 0,8 % — азіатів - 0,2 % — корінних американців |

До двох чи більше рас належало 1,5 %. Частка іспаномовних становила 1,5 % від усіх жителів.
За віковим діапазоном населення розподілялося таким чином: 24,7 % — особи молодші 18 років, 62,3 % — особи у віці 18—64 років, 13,0 % — особи у віці 65 років та старші. Медіана віку мешканця становила 40,5 року. На 100 осіб жіночої статі у місті припадало 95,2 чоловіків;  на 100 жінок у віці від 18 років та старших — 92,6 чоловіків також старших 18 років.
Середній дохід на одне домашнє господарство  становив 99 518 доларів США (медіана — 86 568), а середній дохід на одну сім'ю — 113 222 долари (медіана — 106 130). Медіана доходів становила 62 070 доларів для чоловіків та 47 308 доларів для жінок. За межею бідності перебувало 6,6 % осіб, у тому числі 11,5 % дітей у віці до 18 років та 5,7 % осіб у віці 65 років та старших.
Цивільне працевлаштоване населення становило 7547 осіб. Основні галузі зайнятості: освіта, охорона здоров'я та соціальна допомога — 25,0 %, роздрібна торгівля — 10,8 %, фінанси, страхування та нерухомість — 9,6 %, виробництво — 9,2 %.